# Квартет
Кварте́т (итал. quartetto, от лат. quartus — четвёртый) — музыкальный ансамбль из четырёх музыкантов, вокалистов и (или) инструменталистов.

## Общие сведения
По составу исполнителей различают вокальный, инструментальный и вокально-инструментальный ансамбли. По составу инструментов различают однородные, например струнный квартет (создателем которого считают старшего из венских классиков — Йозефа Гайдна), и смешанные ансамбли. К последним в классической музыке относятся в основном фортепианные (фортепиано, скрипка, [[А

## Примеры
Классическая музыка
Квартеты имени А. К. Глазунова, Бетховена, Бородина, Комитаса, Танеева, Шостаковича.
Популярная музыка
The Beatles, ABBA, The Black Eyed Peas, бит-квартет Секрет, Il Divo (До 2021 года), На-На, Дискотека Авария (1997—2002), Корни (до 2010), Челси, Инь-Ян (до 2011), ПМ (до 2014), 5sta family (до 2008, 2015), Восток (1996—1998, 2009—2019), Quest Pistols (2016 - 2019), Ace of Bace (1990 - 2007, 2009 - 2012) 
Рок-исполнители
Depeche Mode (до 1995), Arctic Monkeys, Blur, The Bangles, System of a down, Black Sabbath, Kiss, Led Zeppelin, Metallica, Megadeth, Pantera, Slayer, Pink Floyd, Queen, R.E.M. (до 1997), Slade, The Who, Воплі Відоплясова, Океан Эльзы (до 2001), Smokie (до 1986), Garbage, Гражданская оборона
Джазовые квартеты
Квартет Дейва Брубека
Мировая музыка
Терем-квартет (Россия), Subtilu-Z (Литва)
- ABBA
- The Beatles